# Louis Jules Trochu

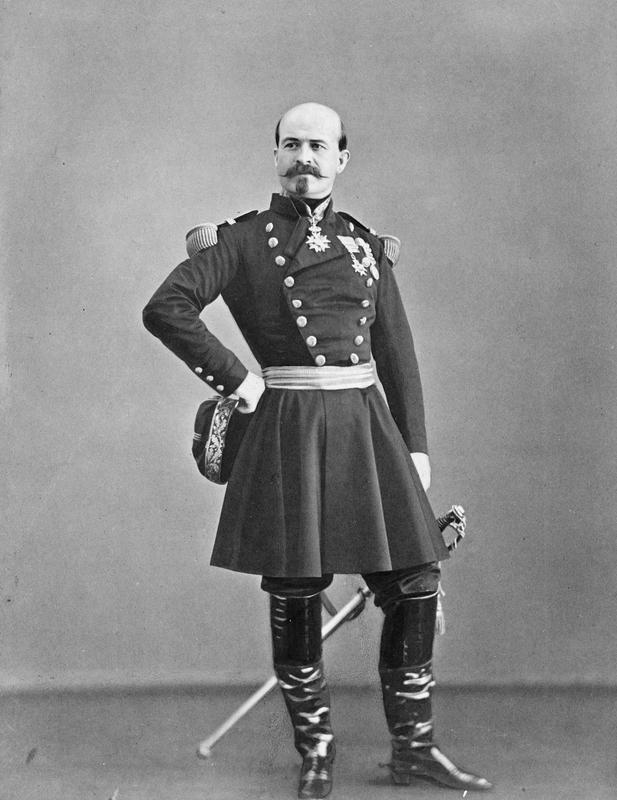
Louis Jules Trochu

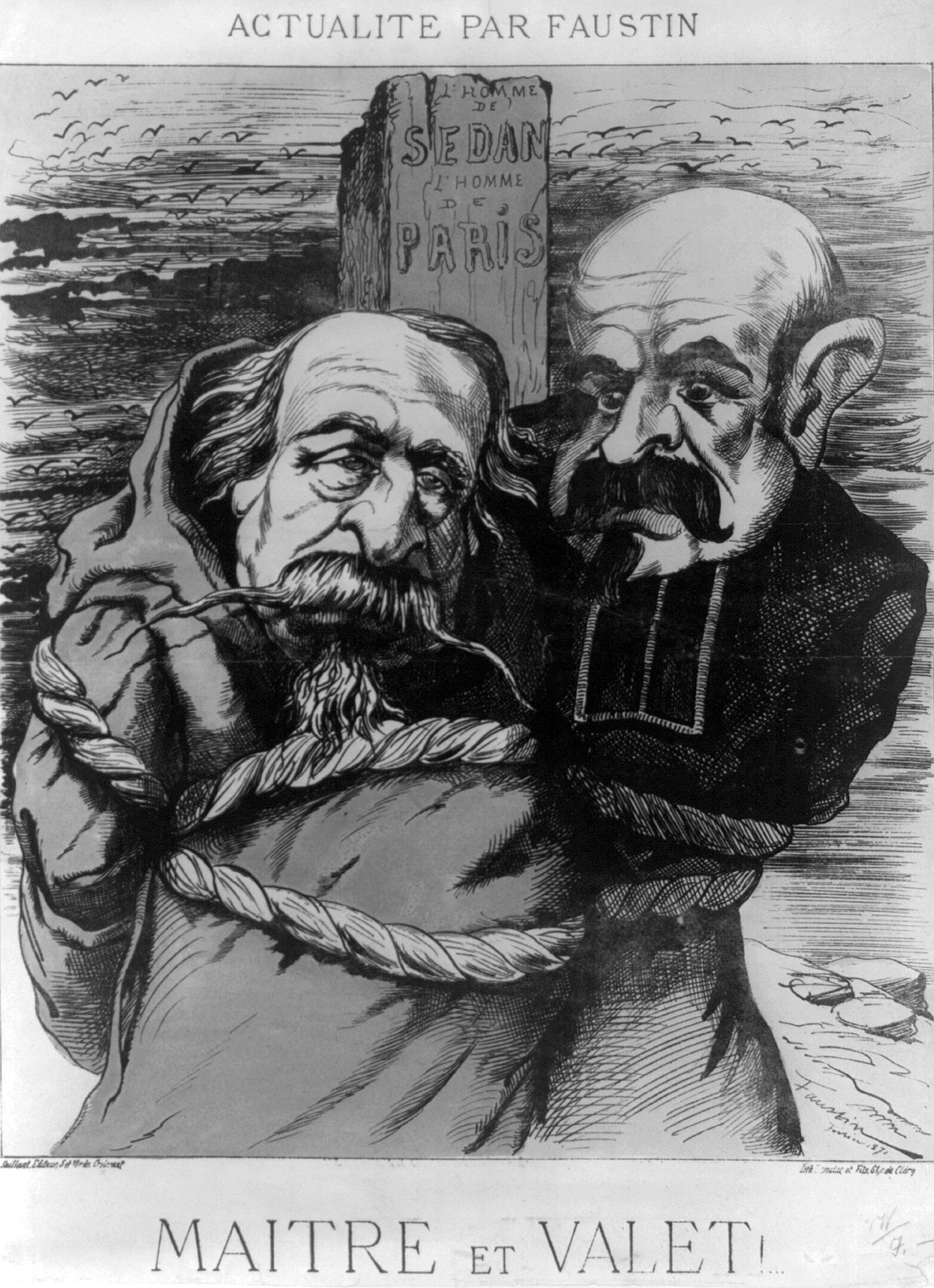
Karikatur Trochus und Napoleon III. aus dem Februar 1871

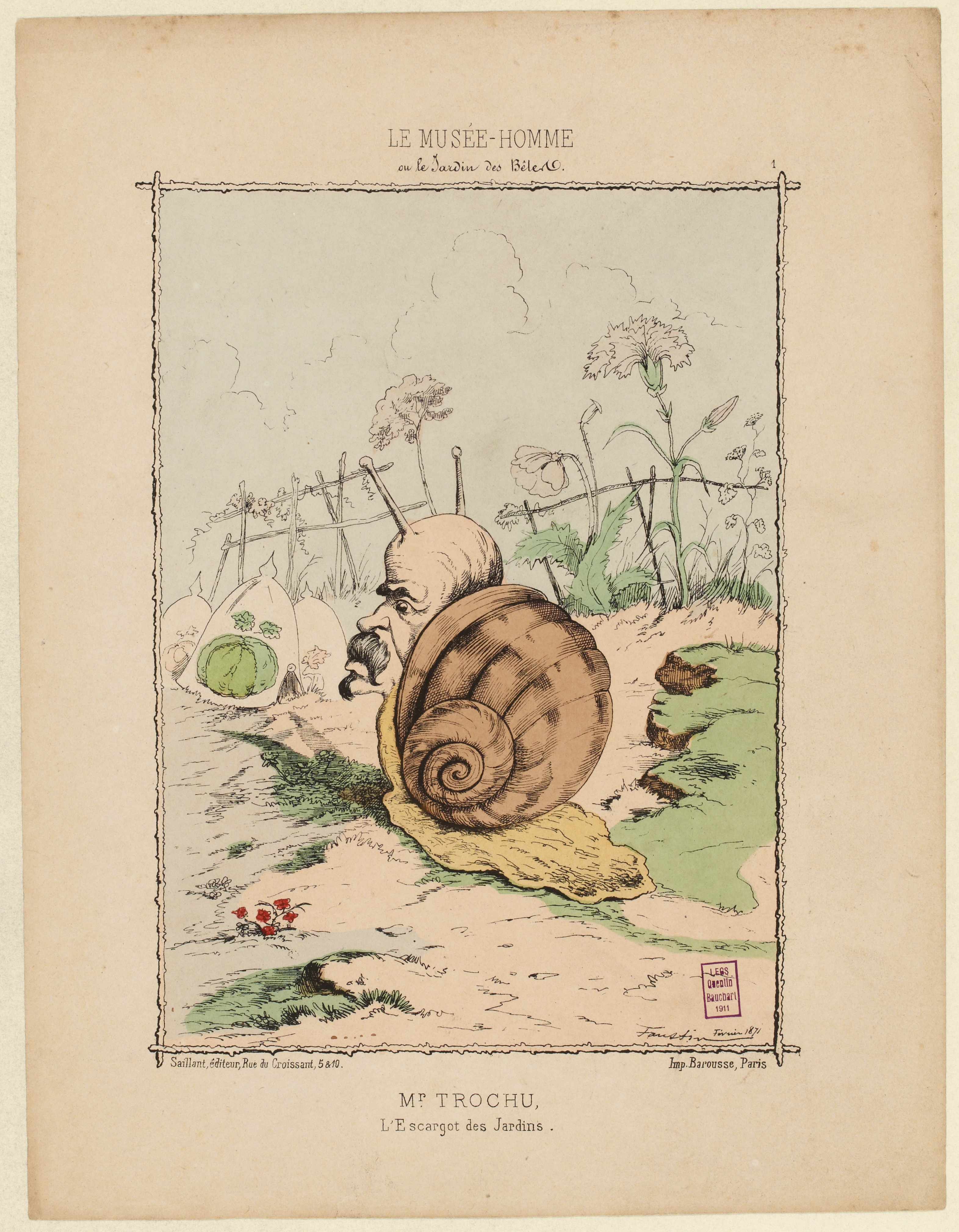
Trochu, die Gartenschnecke, Paris Musées

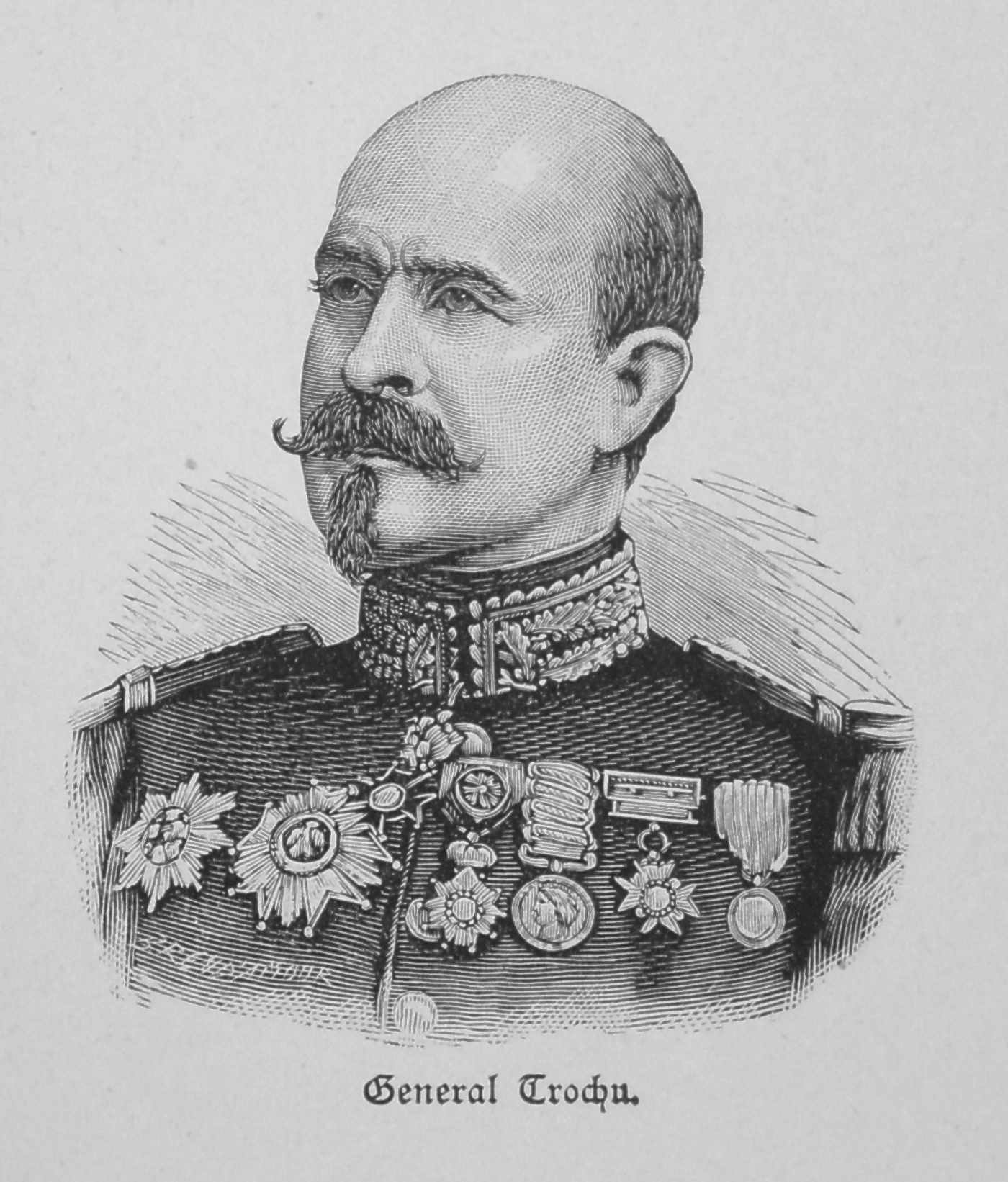
Trochu

Louis Jules Trochu (* 12. Mai 1815 in Le Palais auf Belle-Île; † 7. Oktober 1896 in Tours) war ein französischer General und während der ersten Wochen der Belagerung von Paris (1870–1871) Präsident des Nationalen Verteidigungsrates (Gouvernement de la Défense nationale).

## Leben
Trochu besuchte seit 1835 die Militärschule Saint-Cyr bei Paris, trat 1837 in die Armee ein und ging 1840 als Leutnant an die Generalstabsschule. Seine erste Verwendung war 1841 in Algerien als Adjutant von Lamoricière, wo er sich in den Kämpfen gegen Abd el-Kader und gegen die Kabylen mehrfach auszeichnete.
1846 wurde er wegen seines tapferen Verhaltens Adjutant des Marschalls Bugeaud und kam 1851 als Oberstleutnant ins Kriegsministerium. 1854 wurde er Adjutant des Marschalls Saint-Arnaud und nachher des Generals Canrobert im Krimkrieg. Am 24. November wurde er zum Général de brigade befördert, erhielt 1855 die 1. Brigade des 1. Korps und zeichnete sich bei dem Sturm auf das Fort Malakow aus. Als Général de division tat er sich 1859 in der Schlacht bei Solferino hervor.
Nach dem Frieden trat er wieder ins Kriegsministerium und war von Niel zu seinem Nachfolger ausersehen. Aber seine Schrift L’armée française en 1867 (Par. 1867, 20. Aufl. 1870), welche mit unerhörtem Freimut alle Schäden der französischen Armee aufdeckte und die einzige Heilung in der Annahme des preußischen Wehrsystems sah, entzog ihm die Gunst des Hofs und machte ihn als Minister des Kaiserreichs unmöglich. Zu Anfang des Deutsch-Französischen Kriegs 1870 erhielt er das Kommando der 12. Territorialdivision zu Toulouse und wurde zum Befehlshaber einer geplanten Landungsarmee an der deutschen Küste ausersehen. Da diese Landung unterblieb, ernannte ihn Kaiser Napoleon III. im Lager von Châlons-sur-Marne am 17. August zum Militärgouverneur von Paris. Trochus Popularität nützte dem sinkenden Kaiserreich nichts mehr, und als am 4. September dasselbe zusammenbrach, trat Trochu an die Spitze der Bewegung und ließ sich zum Präsidenten der Regierung der nationalen Verteidigung (Gouvernement de la Défense nationale) ernennen, blieb aber Generalgouverneur von Paris und Oberbefehlshaber sämtlicher Streitkräfte in der Hauptstadt. Während der Belagerung entfaltete er eine erfolgreiche Tätigkeit in der Organisation der Verteidigungsarmee; auch erschien sein Plan plausibel, nach Nordwesten (Richtung Rouen / Le Havre) durchzubrechen. Der Plan kam nicht zur Ausführung, weil Trochu sich mit der Regierung in Tours nicht verständigen konnte und selbst unschlüssig war, denn er hatte kein Vertrauen auf den Erfolg und hielt überhaupt die Verteidigung von Paris für eine „noble Tollheit“. Er vertrat eine defensive Taktik in der Belagerung und widersetzte sich nach dem Misserfolg beim Gefecht bei Sceaux daher auch den ersten Ausfällen z. B. bei Le Bourget, wo er es am 28. Oktober 1870 sogar ablehnte, die Besatzung des Forts zu verstärken, nachdem dieses erste Erfolge erzielt hatte. Einen Monat später unterstützte er bei Villiers (im Osten von Paris) den Versuch, die Belagerung aufzubrechen. Die geplante Vereinigung mit der von Süden (Orléans) her anrückenden Loirearmee konnte nicht erreicht werden. Nach der Niederlage in der Schlacht bei Buzenval am 19. Januar 1871 musste Trochu das Oberkommando über Paris an Joseph Vinoy abgeben.
Als die Kapitulation, die er mit pathetischen Phrasen abgelehnt hatte, unvermeidlich war, legte er sein Amt als Gouverneur am 22. Januar 1871 nieder; Präsident der Regierung blieb er bis zum Zusammentritt der Nationalversammlung. Als Mitglied der Nationalversammlung ergriff er mehrere Male das Wort zu seiner Rechtfertigung. Da er in der Armeereformfrage Gegner von Thiers war, erhielt er kein Kommando und zog sich 1872 ins Privatleben zurück. In seinen Memoiren macht Trochu eine bemerkenswerte Aussage zu seinem Verhalten während der Belagerung von Paris: „Je n’hésite pas a déclarer que tant la guerre a duré, je n’ai eu une idée de stratégie, ni une idée de tactique“ (Ich zögere nicht zu erklären, dass ich, solange der Krieg dauerte, weder eine Idee von Strategie noch eine Idee von Taktik hatte).
Trochu starb am 7. Oktober 1896 in Tours.
Sein Schwager (Ehemann der Schwester) war der deutschstämmige General Maximilian Georg Joseph Neumayer (1789–1866).

## Veröffentlichungen
- L’Empire et la défense de Paris devant le jury de la Seine. Introduction et conclusion par le Général Trochu. Édition renfermant les débats dans leur complet, augmentée de nouveaux documents, suivie de pièces justificatives et du testament du Général Trochu. Hetzel, Paris 1872, (Digitalisat).
- Pour la vérité et pour la justice. Pétition à l’Assemblée Nationale et réponse aux rapports de MM. Saint-Marc Girardin, Chaper et de Rainneville membres de la commission d’enquête. Hetzel, Paris 1873, (Digitalisat).
- La politique et le siége de Paris. Deuxième pétition à l’Assemblée nationale pour la vérité et la justice. Réponse à M. le comte Daru vice-président de la commission d’enquête. Hetzel, Paris 1874, (Digitalisat).
- L’armée française en 1879. Par un officier de retraite. Hetzel, Paris 1879, (anonym, Digitalisat (Troisième édition)).